# Cristoforo Filetti
Cristoforo Filetti (Aci Catena, 2 settembre 1914 – Acireale, 18 aprile 2005) è stato un politico e avvocato italiano.

## Biografia
Segretario politico del PNF di Acireale dal 17 agosto 1939 al luglio 1943.
Nel dopoguerra aderisce subito al Movimento Sociale Italiano, ed è più volte consigliere comunale di Acireale.
Nel 1968 è eletto senatore della Repubblica nella lista del MSI. Rieletto nel 1972 è Segretario della Presidenza del Senato. Non eletto nel 1976, ritorna in Senato nel 1979 e nel 1983, sempre come segretario della presidenza.
Nel 1987 (X legislatura) diviene capogruppo del MSI-DN fino al 1992, mentre nell'XI legislatura è ancora segretario della presidenza fino al 1994. È stato componente della delegazione italiana nell'Assemblea Parlamentare del Consiglio d'Europa e dell'Unione Europea Occidentale.
Nel febbraio 1994, alle prime elezioni dirette per il sindaco, diviene primo cittadino di Acireale, battendo il candidato di centro-sinistra Ignazio Marino e lo resta fino al 1998.
Nel 1996 pubblicò il volume autobiografico Ottantuno anni di giovinezza.